# 田鼠
田鼠亞科（Arvicolinae），又名䶄亞科。是啮齿目倉鼠科下的一個亚科，包括了：田鼠、旅鼠、麝鼠等。同在倉鼠科底下的近親有倉鼠及美洲鼠類。

## 分類
田鼠亞科是鼠總科其下倉鼠科的一個亞科，但有時候又會被歸入鼠科底下與鼠總科旗下的所有物種並列於鼠科之下；亦有時被升格成為田鼠科（Arvicolidae）。
田鼠亞科包含以下各屬：
- 水䶄族（Arvicolini ，又名水田鼠屬）
  - 水䶄屬（Arvicola ，又名水田鼠屬）：水䶄（Arvicola terrestris ）
  - 阿富汗䶄屬（Blanfordimys）：阿富汗䶄（Blanfordimys afghanus）
  - 白䶄屬（Chionomys，又名雪田鼠屬）：
    - 高加索白䶄（Chionomys gud，又名高加索雪田鼠）
    - 山白䶄（Chionomys nivalis，又名歐洲雪田鼠）
    - 羅伯特氏雪田鼠（Chionomys roberti）

  - 毛足田鼠屬（Lasiopodomys）：棕色田鼠（Lasioposomys mandarinus）
  - 灌叢田鼠屬（Lemmiscus）：灌叢田鼠（Lemmiscus curtatus）
  - 田鼠屬（Microtus ）
    -       - 台灣高山田鼠 (Microtus kikuchii)

    - 田鼠亞屬（Subgenus Microtus）
      - 黑田鼠（Microtus agrestis ）
      - 四川田鼠（Microtus millicens）

    - 松田鼠亞屬（Subgenus Terricola）
- 環頸旅鼠族（Dicrostonychini ）
  - 環頸旅鼠屬（Dicrostonyx ）
    - 環頸旅鼠（Dicrostonyx groenlandicus ）

  - 領旅鼠屬（Predicrostonyx）†
    - 霍金斯氏領旅鼠（Predicrostonyx hopkinsi）†
- 鼴形田鼠族（Ellobiusini）
  - 鼴形田鼠屬（Ellobius ）：鼴形田鼠（Ellobius talpinus ）
- 兔尾鼠族（Lagurini）
  - 東方兔尾鼠屬（Eolagurus ）：帕氏兔尾鼠（Eolagurus przewalskii ）
  - 兔尾鼠屬（Lagurus ）：草原兔尾鼠（Lagurus lagurus ）
- 旅鼠族（Lemmini）
  - 旅鼠屬（Lemmus ）：澤河旅鼠（Lemmus amurensis）
  - 黑足旅鼠屬（Myopus）：黑足旅鼠（Myopus schisticolor）
  - 澤旅鼠屬（Synaptomys ）：南澤旅鼠（Synaptomys cooperi ）
- 森林田鼠族（Myodini）
  - 高山䶄屬（Alticola）：平顱高山䶄
  - Genus Caryomys
  - 䶄屬（Myodes，又名Clethrionomys、Evotomys或Phaulomys）
    - 新疆䶄（Myodes centralis，又名天山䶄）
    - 史氏小鼠（Myodes smithii）

  - 絨鼠屬（Eothenomys ）：中國絨鼠（Eothenomys chinensis ）
  - 長腿䶄屬（Hyperacrius）：長腿䶄（Hyperacrius wynnei ）
- 圓尾麝鼠族（Neofibrini）
  - 圓尾麝鼠屬（Neofiber ）
    - 圓尾麝鼠（Neofiber alleni ）
- 麝鼠族（Ondatrini）
  - 麝鼠屬（Ondatra ）
    - 麝鼠（Ondatra zibethicus）
- Tribe Pliomyini
  - 雪䶄屬（Dinaromys ）
    - 雪䶄（Dinaromys bogdanovi ）
- 長爪䶄族（Prometheomyini）
  - 長爪䶄屬（Prometheomys ）
    - 長爪䶄（Prometheomys schaposchnikowi）
- incertae sedis
  - 赤樹䶄屬（Arborimus ）
    - White-footed Vole, Arborimus albipes
    - 赤樹䶄（Arborimus longicaudus ）
    - Sonoma Tree Vole, Arborimus pomo

  - 樹䶄屬（Phenacomys）
    - 石南樹䶄（Phenscomys intermedius ）
    - Eastern Heather Vole, Phenacomys ungava

### 舊有分類
- 溝牙田鼠屬（Proedromys ）：溝牙田鼠（Proedromys bedfordi ）